# Rue Condorcet (Toulouse)
Pour les articles homonymes, voir Rue Condorcet.
La rue Condorcet (en occitan : carrièra Condorcet) est une voie de Toulouse, chef-lieu de la région Occitanie, dans le Midi de la France.

## Situation et accès

### Description
La rue Condorcet est une voie publique. Elle se trouve dans le quartier Saint-Agne, dans le secteur 5 - Sud-Est.
Elle naît perpendiculairement à la rue du Férétra, au niveau de la place Saint-Roch, petite place triangulaire qui se forme au carrefour de la rue du même nom. Longue de 200 mètres et rectiligne, elle est orientée à l'est. Elle se termine en rencontrant la rue Germain-Pilon.
La chaussée compte une seule voie de circulation en sens unique, de la rue du Férétra vers la rue Germain-Pilon. Elle est définie comme une zone 30 et la vitesse y est limitée à 30 km/h. Il n'existe pas de piste, ni de bande cyclable, quoiqu'elle soit à double-sens cyclable.

### Voies rencontrées
La rue Condorcet rencontre les voies suivantes, dans l'ordre des numéros croissants (« g » indique que la rue se situe à gauche, « d » à droite) :
1. Rue du Férétra (g)
2. Place Saint-Roch (d)
3. Rue Germain-Pilon

### Transports
La rue Condorcet n'est pas directement desservie par les transports en commun Tisséo. Elle se trouve cependant à proximité de la station Empalot, sur la ligne de métro , près de laquelle se trouvent également les arrêts du Linéo L5 et des bus 4454152. À l'est, sur l'avenue de l'U.R.S.S., se trouve également la station Saint-Agne – SNCF, sur la même ligne de métro, ainsi que les arrêts de la ligne de bus et 34 le terminus de la ligne de bus 115. Au nord, le long du boulevard des Récollets, se trouvent également les arrêts des Linéo L4L5 et des bus 34152.
Les stations de vélos en libre-service VélôToulouse les plus proches de la rue Condorcet sont les stations no 155 (34 boulevard des Récollets) et no 156 (38 avenue Jean-Moulin).

## Odonymie
La rue porta, à l'origine, le nom de rue du Calvaire, à cause de la proximité du Calvaire : il s'agissait d'un chemin de croix monumental, aménagé entre 1821 et 1822 dans l'enclos de l'ancien couvent des Récollets (actuels no 167 rue du Férétra et no 36 boulevard des Récollets). En 1936, elle a été nommée en hommage à Marie-Jean-Antoine-Nicolas de Caritat, marquis de Condorcet (1743-1794) : savant, écrivain, homme politique et révolutionnaire, il écrivit de nombreux ouvrages scientifiques, mais aussi philosophiques et politiques sur la liberté de la presse, l'instruction des enfants et les droits des femmes. 

## Histoire
La rue est tracée vers 1870, en même temps que la rue Peyrouset, qui la prolonge à l'est pour rejoindre l'allée Saint-Agne (actuelle avenue de l'U.R.S.S.). Elle est bordée de nombreuses maisons toulousaines, caractéristiques des faubourgs toulousains, construites dans le dernier quart du XIXe siècle.
En 1971, Jacques Cardona crée le studio Condorcet avec Roger Loubet, Jean-Michel et François Porterie, dans un garage de la rue (emplacement de l'actuel no 36). Condorcet devient un célèbre studio pour la qualité de l'acoustique et le son « à la californienne » : Michel Sardou y enregistre en particulier La Maladie d'amour. Le studio se développe, s'agrandit et se déplace dans un immeuble de la rue Matabiau (actuel no 48) en 1975, puis de l'avenue de Lyon (ancien no 12 bis) en 1987.

## Patrimoine et lieux d'intérêt
- no  41 : maison toulousaine.
La maison toulousaine est construite dans la deuxième moitié du XIXe siècle. Elle s'élève à l'angle de la rue Germain-Pilon. Elle est bâtie en assises alternées de briques et de galets et s'élève sur deux niveaux. La rez-de-chaussée est ouvert par une porte latérale et deux fenêtres rectangulaires surmontées d'une fine corniche moulurée qui fait séparation entre les niveaux. Le comble à surcroît est percé de trois ouvertures circulaires pour l'aération, tandis que trois petites fenêtres sont restées bouchées. La façade est surmontée d'une corniche à denticules. La maison se distingue des autres toulousaines de la rue par le traitement de sa façade, peut-être transformées postérieurement à la construction de la maison, par la qualité de l'appareillage des briques et par l'utilisation de briques claires et rouges alternées pour l'encadrement des ouvertures du rez-de-chaussée et pour le niveau de comble[5].